# كلية راجكيا إنتر
كلية راجكيا إنتر (بالهندية: राजकीय इंटर काँलेज) هي إحدى المدارس الحكومية المتوسطة في بجانيوهلدو، أوتاراخند ، الهند. تأسست في عام 1985.

## البنية التحتية
يقع الحرم الجامعي الأخضر على مساحة فدانين من الأرض. المبنى باتجاه الشرق. وهناك غرفة الحواسيب و المكتبة في الجانب الجنوبي.

## موظفين
عينت حكومة أوتراخاند واحد وعشرون مدرسًا وخمسة من موظفي الدعم في هذه الكلية .